# アイ・リブ・フォー・ラブ
『アイ・リブ・フォー・ラブ』(I Live for Love) は、1935年のアメリカ合衆国のミュージカル・コメディ映画。
バスビー・バークレーが監督し、ドロレス・デル・リオ、エヴェレット・マーシャル、ガイ・キビーが主演した。
装置はアートディレクターのエスドラス・ハートレーがデザインした。

## キャスト
- ドナ：ドロレス・デル・リオ
- ロジャー・ケリー：エヴェレット・マーシャル
- ヘンダーソン：ガイ・キビー
- マック：アレン・ジェンキンス
- ファビアン：バートン・チャーチル
- タウンゼンド：ホバート・キャヴァナー
- ストリート・ミュージシャン：エディ・コンラッド
- ストリート・ミュージシャン：アル・ショー
- ストリート・ミュージシャン：サム・リー
- リコ・セザーロ：ドン・アルヴァラド
- ドナのメイド：メアリー・トリーン
- ナイトクラブで踊る肥満の男：ロバート・グレイグ